# Helen Leuninger
Helen Leuninger (* 22. März 1945 in Berlin) ist eine deutsche Sprachwissenschaftlerin und Hochschullehrerin.

## Leben und Wirken
Nach ihrer Reifeprüfung 1964 in Frankfurt/M. studierte Helen Leuninger von 1965 bis 1969 Romanistik und Anglistik an der Universität Frankfurt/M. Im Jahre 1969 promovierte sie im Fach Romanistik mit einer sprachtheoretischen Arbeit bei Wolfgang Pollak. Von 1970 bis 1980 war sie wissenschaftliche Mitarbeiterin am Institut für Deutsche Sprache und Literatur an der Universität Frankfurt/M. 1980 habilitierte sie sich für Germanistik und Allgemeine Sprachwissenschaft und lehrte seit diesem Jahr als Professorin für Germanistische Linguistik an dieser Universität. 2010 wurde sie emeritiert. Seit 2011 ist die Honorarprofessorin an der Hochschule Fresenius.
Helen Leuninger beschäftigt sich vor allem mit Neuro- und Psycholinguistik, außerdem mit Gebärdensprachen. Sie sammelt und veröffentlicht lustige Versprecher. 2020 erschien von ihr ein Buch über ihre langjährigen akademischen Erlebnisse. 

## Veröffentlichungen (Auswahl)
- (mit Max H. Miller; Frank Müller): Psycholinguistik. Ein Forschungsbericht. Athenäum-Verlag, Frankfurt/M. 1972, ISBN 3-8072-2018-6.
- (Hrsg., mit Max H. Miller; Frank Müller): Linguistik und Psychologie. Ein Reader. Zwei Bände. Athenäum-Fischer, Frankfurt/M. 1974, ISBN 3-8072-2080-1 u. ISBN 3-8072-2083-6.
- (Übers. u. Bearb.): Andrew Wilkinson / Sprache und Spracherwerb. Wie Kinder sprechen und lesen lernen. Kösel, München 1975, ISBN 3-466-30148-3.
- Reflexionen über die Universalgrammatik. Suhrkamp, Frankfurt/M. 1979, ISBN 3-518-07882-8.
- (Übers.): Noam Chomsky / Regeln und Repräsentationen. Suhrkamp, Frankfurt/M. 1981, ISBN 3-518-56562-1.
- Neurolinguistik. Probleme, Paradigmen, Perspektiven. Westdeutscher Verlag, Opladen 1989, ISBN 3-531-11866-8.
- (Hrsg.): Modulare Sprachverarbeitung. Evidenz aus der Aphasie. Inst. für Dt. Sprache und Literatur II, Frankfurt/M. 1989.
- (mit Jörg Keller): Kognitive Linguistik for beginners.  Inst. für Dt. Sprache und Literatur II, Frankfurt/M. 1991.
- Grammatische Strukturen – kognitive Prozesse. Ein Arbeitsbuch. Narr, Tübingen 1993, ISBN 3-8233-4954-6 (2. überarb. u. aktualisierte Aufl. 2004, ISBN 3-8233-6037-X).
- Reden ist Schweigen, Silber ist Gold. Gesammelte Versprecher. Deutscher Taschenbuch-Verlag, München 1996, ISBN 3-423-30535-5.
- Danke und Tschüs fürs Mitnehmen. Neue gesammelte Versprecher. Deutscher Taschenbuch-Verlag, München 1998, ISBN 3-423-20209-2.
- mit Daniela Happ: Gebärdensprachen. Struktur, Erwerb, Verwendung. Buske, Hamburg 2005, ISBN 978-3-87548-353-6.
- mit Sascha Dümig: Phonologie der Laut- und Gebärdensprache. Linguistische Grundlagen, Erwerb, sprachtherapeutische Perspektiven. Schulz-Kirchner, Idstein 2013, ISBN 978-3-8248-0998-1.
- Universum Universität. Akademische Episoden aus fünf Jahrzehnten. Frank & Thimme, Berlin 2020, ISBN 978-3-7329-0675-8.